# Phlebotomus perniciosus
Phlebotomus perniciosus är en tvåvingeart som beskrevs av Robert Newstead 1911. Phlebotomus perniciosus ingår i släktet Phlebotomus och familjen fjärilsmyggor. Inga underarter finns listade i Catalogue of Life.